# (2569) Madeline
(2569) Madeline est un astéroïde de la ceinture principale.

## Description
(2569) Madeline est un astéroïde de la ceinture principale. Il fut découvert le 18 juin 1980 à la station Anderson Mesa par Edward L. G. Bowell. Il présente une orbite caractérisée par un demi-grand axe de 2,63 UA, une excentricité de 0,16 et une inclinaison de 11,5° par rapport à l'écliptique.

## Compléments